# John Jacob Astor IV
John Jacob Astor IV (13 de julio de 1864 - 15 de abril de 1912) fue un empresario estadounidense, constructor de bienes raíces, inversionista, inventor, escritor, teniente coronel de la Guerra hispano-estadounidense y miembro prominente de la familia Astor. Murió en el hundimiento del RMS Titanic durante las primeras horas del 15 de abril de 1912. Estaba entre las 1.514 personas que no sobrevivieron. Era el pasajero más rico a bordo del Titanic y estaba entre las personas más ricas del mundo en ese momento, con una fortuna estimada en un valor neto de casi 87 millones de dólares cuando murió (equivalentes a unos 2746 millones actualizados).

## Primeros años de vida, educación y familia
John Jacob Astor IV nació el 13 de julio de 1864 en la finca rural de sus padres Ferncliff en Rhinebeck, Nueva York. Era el más joven de cinco hijos y único varón del empresario, coleccionista, criador y propietario de caballos de carreras William Backhouse Astor, Jr. (1829-1892) y de la famosa socialité Caroline Webster "Lina" Schermerhorn (1830-1908). Sus cuatro hermanas mayores fueron Emily (1854-1881), Helen (1855-1893), Charlotte (1858-1920) y Caroline ("Carrie") (1861-1948). Era bisnieto del destacado comerciante de pieles alemán John Jacob Astor (1763-1848) y su esposa Sarah Cox Todd (1761-1834), cuya fortuna convirtió a la familia Astor en una de las más ricas de los Estados Unidos. 
El abuelo paterno de John William Backhouse Astor, Sr. (1792-1875) fue un prominente empresario de bienes raíces. A través de su abuela paterna, Margaret Alida Rebecca Armstrong (1800-1872), John también fue bisnieto del senador John Armstrong, Jr. (1758-1843) y de Alida Livingston (1761-1822), de la familia Livingston. Los padres de Lina fueron el alcalde de Rochester, Abraham Maus Schermerhorn y Helen Van Courtlandt White. Astor asistió al St Paul's School en Concord, New Hampshire y luego asistió a la Universidad de Harvard. [4] John también era sobrino del financiero y filántropo John Jacob Astor III (1822-1890) y sobrino nieto del poeta ocasional John Jacob Astor, Jr. (1791-1869). 
El esposo de su hermana Helen era el diplomático James Roosevelt "Rosey" Roosevelt (1854-1927), medio hermano del presidente Franklin Delano Roosevelt (1882-1945) de la familia Roosevelt. Otra hermana, Carrie, una destacada filántropa, era la esposa de Marshall Orme Wilson (1860-1926), hermano del banquero Richard Thornton Wilson, Jr. (1866-1929) y de Grace Graham Wilson (1870-1953). John también fue primo hermano de William Waldorf Astor, primer vizconde de Astor (1848-1919). Se hizo llamar "Jack". Su aspecto desgarbado y la percepción de que era un diletante sin sentido llevó a un periódico a darle el mote de "Jack Ass-tor".

## Matrimonios
El 17 de febrero de 1891, Astor se casó con Ava Lowle Willing (1868-1958), hija de Edward Shippen Willing y Alice Barton. La pareja tuvo dos hijos: William Vincent Astor (1891-1959), empresario y filántropo, y Ava Alice Astiel (1902-1956). John y Ava se divorciaron en noviembre de 1909. 
El escándalo de su divorcio se vio agravado por el anuncio de Astor de que se volvería a casar. A la edad de 47 años, John se casó con la joven de 18 años Madeleine Talmage Force (1893-1940), hermana de la empresaria de bienes raíces Katherine Emmons Force (1891-1956). Los padres de Katherine y Madeleine eran William Hurlbut Force y Katherine Arvilla Talmage. Ante la oposición de la familia Astor, John y Madeleine se casaron en el salón de baile de su madre en Beechwood, la mansión de la familia en Newport, Rhode Island. 

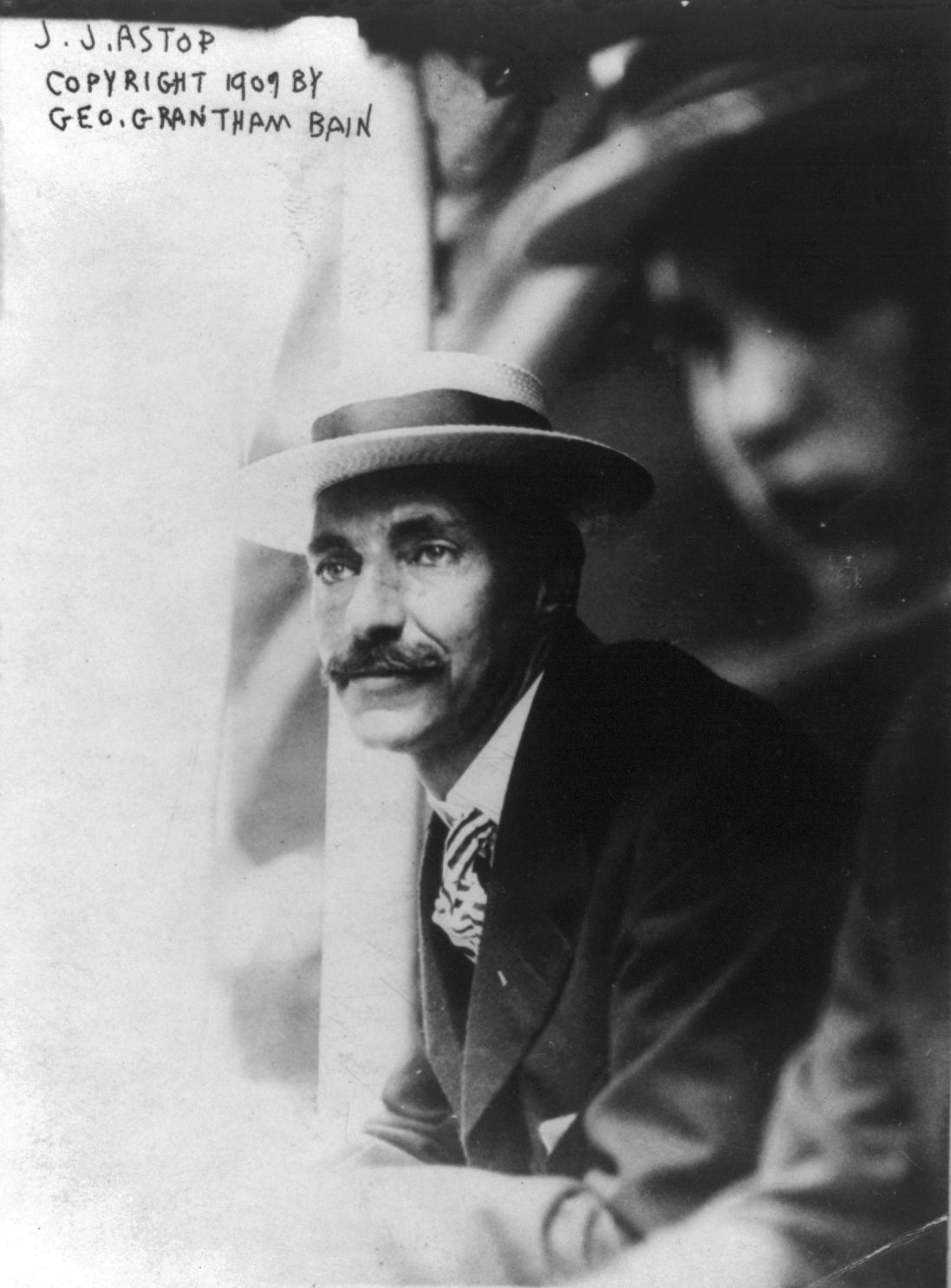
John Jacob Astor IV en 1909.

También hubo mucha controversia sobre su diferencia de edad de 29 años. Su hijo Vincent despreciaba a Madeleine, pero actuó como padrino en la boda. La pareja partió a una larga luna de miel por Europa y Egipto para esperar a que los chismes se calmaran. Entre los pocos estadounidenses que no lo despreciaron en este momento estaba Margaret Brown, más tarde ficcionada como La insumergible Molly Brown. Ella acompañó a los Astor a Egipto y Francia y, por coincidencia, fue llamada a su hogar en los EE. UU. al mismo tiempo que los Astor también consideraron abreviar sus vacaciones de ocho meses.

## Carrera
Entre los logros de Astor se cuenta un cierto éxito como escritor con Un viaje a otros mundos (1894), una novela de ciencia ficción sobre la vida en el año 2000 en los planetas Saturno y Júpiter. También patentó varios inventos, incluido un freno de bicicleta en 1898, un "desintegrador vibratorio" utilizado para producir gas a partir de la turba de musgo y un mejorador para neumáticos de carretera, y ayudó a desarrollar un motor de turbina. Astor heredó el talento para los negocios de su bisabuelo e hizo millones en bienes inmuebles. En 1897, invirtió parte de sus ganancias en la construcción del Hotel Astoria, "el hotel más lujoso del mundo", en la ciudad de Nueva York, contiguo al Hotel Waldorf, propiedad del primo y rival de Astor, William. El complejo se hizo conocido como el Waldorf Astoria, casualmente se convertirá en el lugar de acogida de las investigaciones de los EE. UU. sobre el hundimiento del RMS Titanic, en el que murió.

### Servicio militar
De 1894 a 1896, fue coronel del estado mayor militar del gobernador de Nueva York, Levi P. Morton. Poco después del estallido de la Guerra hispano-estadounidense en 1898, Astor financió personalmente una unidad de artillería voluntaria conocida como la "Batería Astor", que tenía servicio en Filipinas. En mayo de 1898, Astor fue nombrado teniente coronel en los Voluntarios de EE. UU. y sirvió como oficial en el personal del Mayor General William Shafter en Cuba, durante la Campaña de Santiago. 

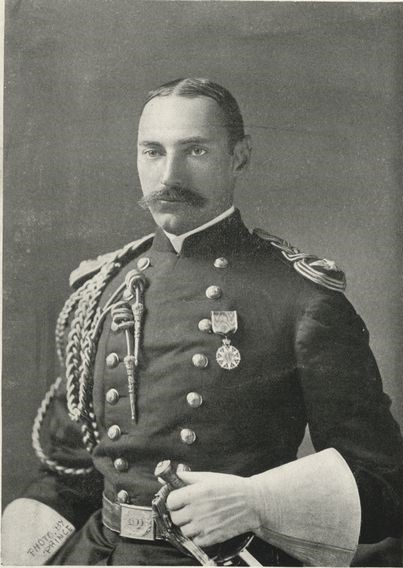
Coronel John Jacob Astor IV

Más tarde se le otorgó un brevet (promoción honoraria) a coronel en reconocimiento a sus servicios. Fue dado de baja del Ejército de Voluntarios en noviembre de 1898. Durante la guerra, permitió que su yate privado, el Nourmahal, fuera utilizado por el gobierno de los EE. UU. Apareció en los cortometrajes La inspección del campamento McKinley de Camp Wikoff (1898) y el Coronel John Jacob Astor, Personal y Veteranos de la Guerra Hispanoamericana (1899).
Como resultado de su servicio militar, Astor tuvo derecho a la Medalla de Campaña Española. Después de la guerra, a Astor a menudo se lo refirió como "Coronel Astor". Astor era miembro de varias sociedades militares y hereditarias. Fue uno de los primeros miembros de la Sociedad de Guerras Coloniales de Nueva York y se le asignó la membresía número 138. También fue miembro de la Orden Militar de Guerras Extranjeras, la Sociedad del Ejército de Santiago de Cuba y la Sociedad de las Guerras Americanas de los Estados Unidos.

## Residencia
La propiedad de Ferncliff, al norte del centro de la ciudad de Rhinebeck, Nueva York, con una milla y media de fachada frente al río Hudson en el pintoresco valle del Bajo Hudson River, había sido adquirida poco a poco por su padre a mediados del siglo XIX; Astor nació allí.
La casa en estilo italianizante erigida por su padre en 1864 fue reconstruida en parte en 1904 con diseños de Stanford White de McKim, Mead & White, conservando su exterior clasicista, y se añadió un gran pabellón deportivo de estilo Luis XVI. Este "Ferncliff Casino" o "Astor Courts" albergó la primera piscina cubierta residencial en los EE. UU., una cancha de tenis cubierta con bóveda de azulejos Guastavino y varias habitaciones de huéspedes; en el nivel inferior había una bolera y un campo de tiro. La propiedad, reducida a 50 acres (200.000 m²) y rebautizada como "Astor Courts", eventualmente se convirtió después en un lugar para celebrar bodas. Chelsea Clinton se casó allí el 31 de julio de 2010.

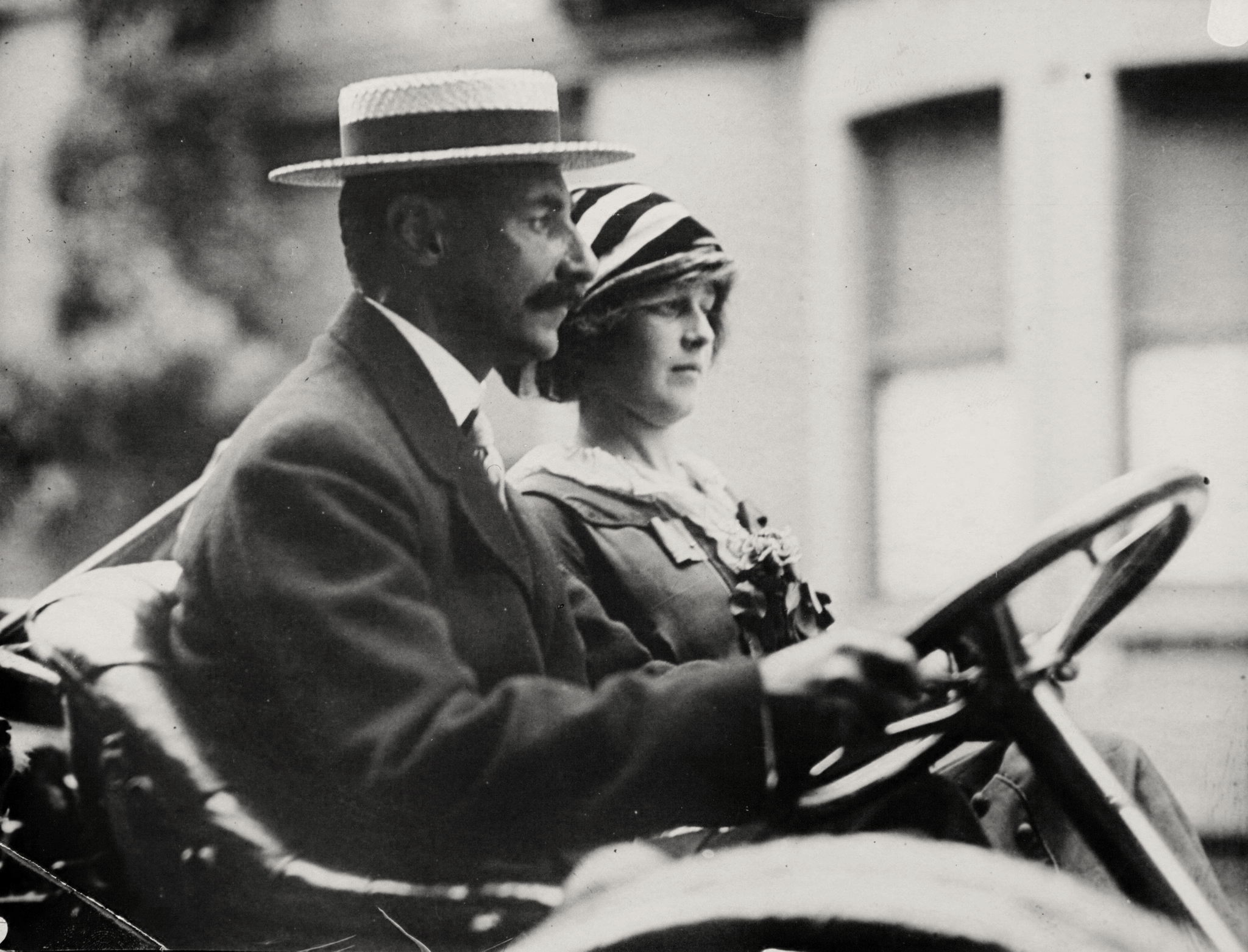
John Jacob Astor IV y su esposa Madeleine en 1912

## Hundimiento delTitanic
Estando en Francia, el matrimonio Astor junto a Molly Brown tomaron pasaje (el ticket n.º 17754) en primera clase para Norteamérica en el nuevo RMS Titanic de la White Star Line, cuya escala fue en Cherburgo en el atardecer del 10 de abril de 1912. El transbordador SS Nomadic fue el buque usado como transferencia para los pasajeros. John y Madeleine Astor ocuparon los camarotes C-47, C-62 y C-64 junto a dos doncellas y su perra de raza Airedale llamada Kitty. Al momento del embarque, Madeleine estaba embarazada de 4 meses y ocultaba celosamente su estado a petición de su marido.
El 14 de abril a las 23:40 horas, el RMS Titanic colisionó con un iceberg, Astor estaba despierto en su camarote y salió a investigar. Al comienzo recibió noticias de que el incidente no era serio y que continuarían el viaje; sin embargo, pronto fueron llamados a congregarse en el gimnasio, en la cubierta de botes haciendo uso de sus chalecos salvavidas. Con la orden de «mujeres y niños primero» al ocupar los botes salvavidas, Madeleine fue transferida al bote n.º 4, uno de los últimos en descender (a las 1:55 horas), cuyo descenso fue guiado desde la cubierta por el segundo oficial Charles Lightoller. 
J.J Astor IV y su perra Kitty se quedaron en la cubierta B del paseo semicerrado y luego pasaron a la cubierta A para acercarse al lado del oficial Charles Lightoller y cooperar en la preparación del bote plegable B, ubicado justo debajo de la primera chimenea. Al sumergirse el puente del Titanic, la chimenea n.º 1 colapsó sobre su costado cayendo sobre los que ayudaban a bajar el plegable B desde el techo de la cámara de oficiales. Kitty tampoco sobrevivió al hundimiento.
John Jacob Astor IV se contó entre las víctimas del RMS Titanic y su cuerpo fue rescatado casi una semana después de la tragedia por el buque cableador CS Mackay-Bennett el 22 de abril. El cadáver fue reconocido por las suntuosas pertenencias personales que portaba en su ropa, así como las iniciales J.J.A. bordadas en la parte posterior del cuello de su camisa. 

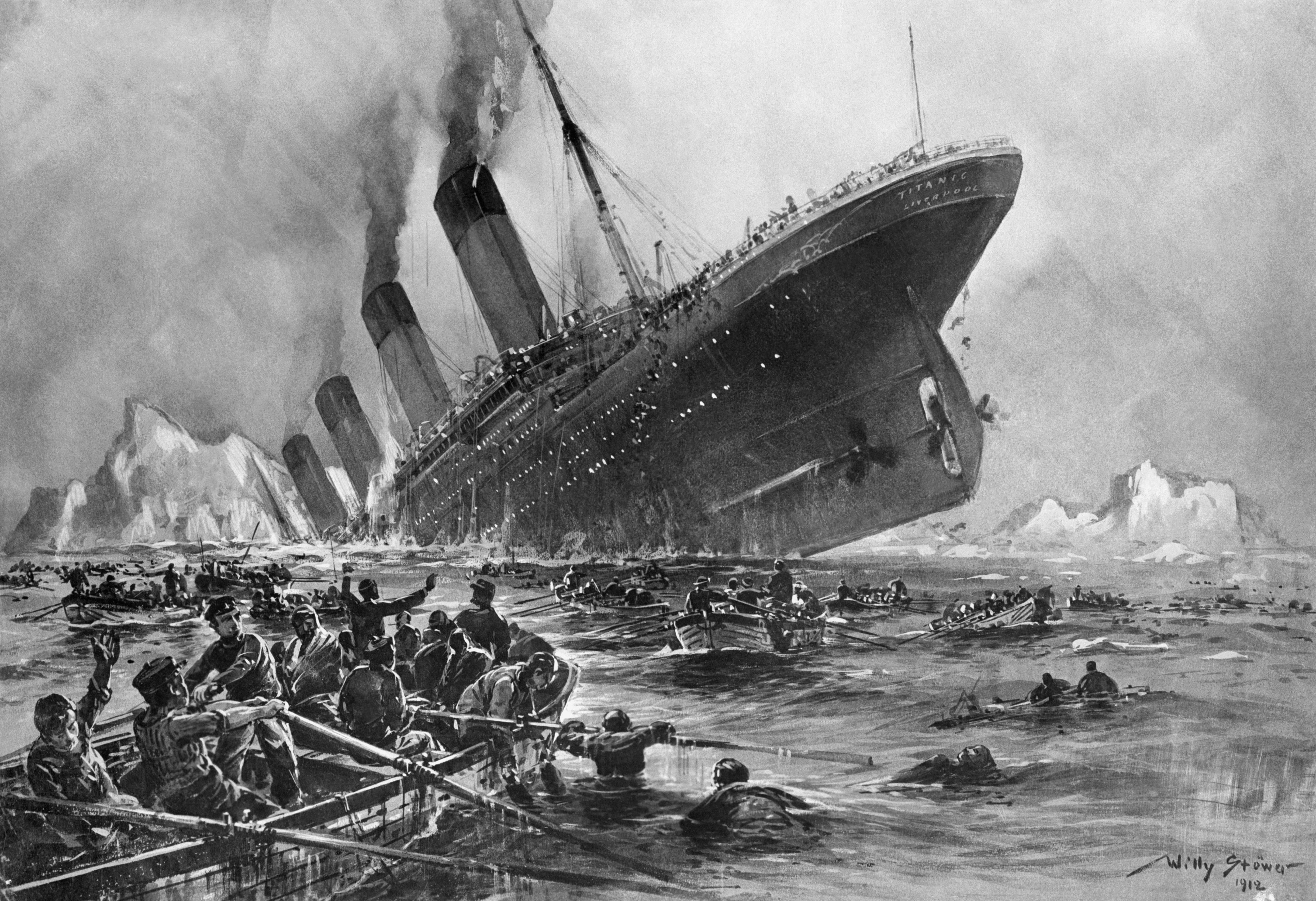
El hundimiento del Titanic en abril de 1912.

Durante muchos años, hubo confusión e información contradictoria acerca de los últimos momentos de vida de Astor durante el hundimiento. Algunos investigadores creyeron que Astor había sido aplastado por una de las chimeneas del buque cuando ésta cayó sobre cubierta, basándose en la afirmación de que su cuerpo había sido hallado semiaplastado y cubierto de hollín. Pero los testimonios de los que examinaron su cuerpo son unánimes al respecto: el cadáver de Astor fue encontrado en buen estado.
Los restos de John Jacob Astor fueron enterrados en el mausoleo Astor en el cementerio Trinity en Manhattan, Nueva York, el 1 de mayo de 1912.
En cuanto a su esposa Madeleine, heredó un fondo de 5 millones de dólares, tuvo a su hijo (John Jacob Astor VI (1912-1992)) el 14 de agosto de 1912, y vivió en una mansión de Newport, pudiendo disfrutar de estas propiedades siempre y cuando no se casara de nuevo. 
Sin embargo, renunció a la renta y bienes de los Astor en 1916 para casarse con William K. Dick, cuyo matrimonio duró hasta 1933. Luego volvió a casarse con un empresario italiano llamado Enzo Firemonti, cuyo enlace duró hasta 1938. Madeleine Talmage murió en 1940 en Nueva York a los 47 años de edad.

## Fortuna
Astor dejó 69 millones de su patrimonio de 85 millones de dólares (equivalentes a unos 2178 millones actualizados) a Vincent. Este valor incluía su patrimonio en Rhinebeck y su yate, el Noma. Para Madeleine, dejó 100.000 dólares como legado total, así como un fondo fiduciario de 5 millones del cual se le proporcionó un ingreso. 
Además, se le cedió el uso de su mansión de la ciudad de Nueva York en la calle 65 con la Quinta Avenida y todos sus muebles, su mansión de Newport, Beechwood y todos sus muebles, la elección de la lujosa limusina que quisiera de su colección y cinco de sus preciados caballos siempre y cuando no se volviera a casar. Su hija Ava (que vivía con su madre, también llamada Ava) recibió un fondo fiduciario de 10 millones. Al cumplir 21 años, Jakey heredó el fondo fiduciario de 3 millones que el coronel Astor le había reservado.

## Legado
La popularidad de Astor llevó a la creación de muchos relatos exagerados e infundados sobre sus acciones durante el hundimiento del Titanic. Una historia dice que abrió la perrera del barco y liberó a los perros, incluida su querida Airedale, Kitty; en otra, colocó un sombrero de mujer sobre un niño para asegurarse de que el pequeño pudiera subir a un bote salvavidas. Otra leyenda dice que después de que el barco chocó contra el iceberg, bromeó: "Pedí hielo, pero esto es ridículo". Estas historias aparecieron en periódicos, revistas e incluso libros sobre el hundimiento. En realidad, ninguna de las afirmaciones sobre las acciones de Astor se justificaron, ya que nadie que lo reconoció sobrevivió más que las mujeres que abordaron botes salvavidas desde el principio. Wade escribió que la broma del hielo es casi seguramente apócrifa, ya que Astor no era conocido por hacer bromas, y que la historia sobre el sombrero (como muchas otras "historias de sobrevivientes" publicadas poco después del hundimiento) pudo haber sido directamente inventada por el reportero. Otra leyenda es que Astor fuera aplastado por la caída de una de las chimeneas del barco. Esta leyenda tampoco era cierta.

## En la cultura popular
La fama de Astor lo ha convertido en un personaje frecuente en películas sobre el Titanic.
- El actor alemán Karl Schönböck interpretó a Astor en la película de propaganda nazi de 1943 Titanic.
- William Johnstone interpretó a Astor en la película Titanic de 1953, y en la versión de Titanic de 1997 fue interpretado por Eric Braeden.
- En la película para televisión de 1996 Titanic, fue interpretado por Scott Hylands.
- Astor también fue interpretado por David Janssen en la película de 1979 S.O.S. Titanic.
- Perennemente, en la ciudad de Astoria (Oregón) (llamada así por el bisabuelo paterno de Astor), es interpretado en actuaciones callejeras por un actor local aficionado.
- Fue interpretado por Miles Richardson en la miniserie de 2012 Titanic.
- En abril de 2012, el Coronel Astor fue interpretado por su bisnieto Gregory Todd Astor en "Titanic the Musical".[27]